# Eugenio Duque
Eugenio Duque y Duque (Almonacid, 1837-La Coruña, 1910) fue un escultor español del siglo xix.

## Biografía

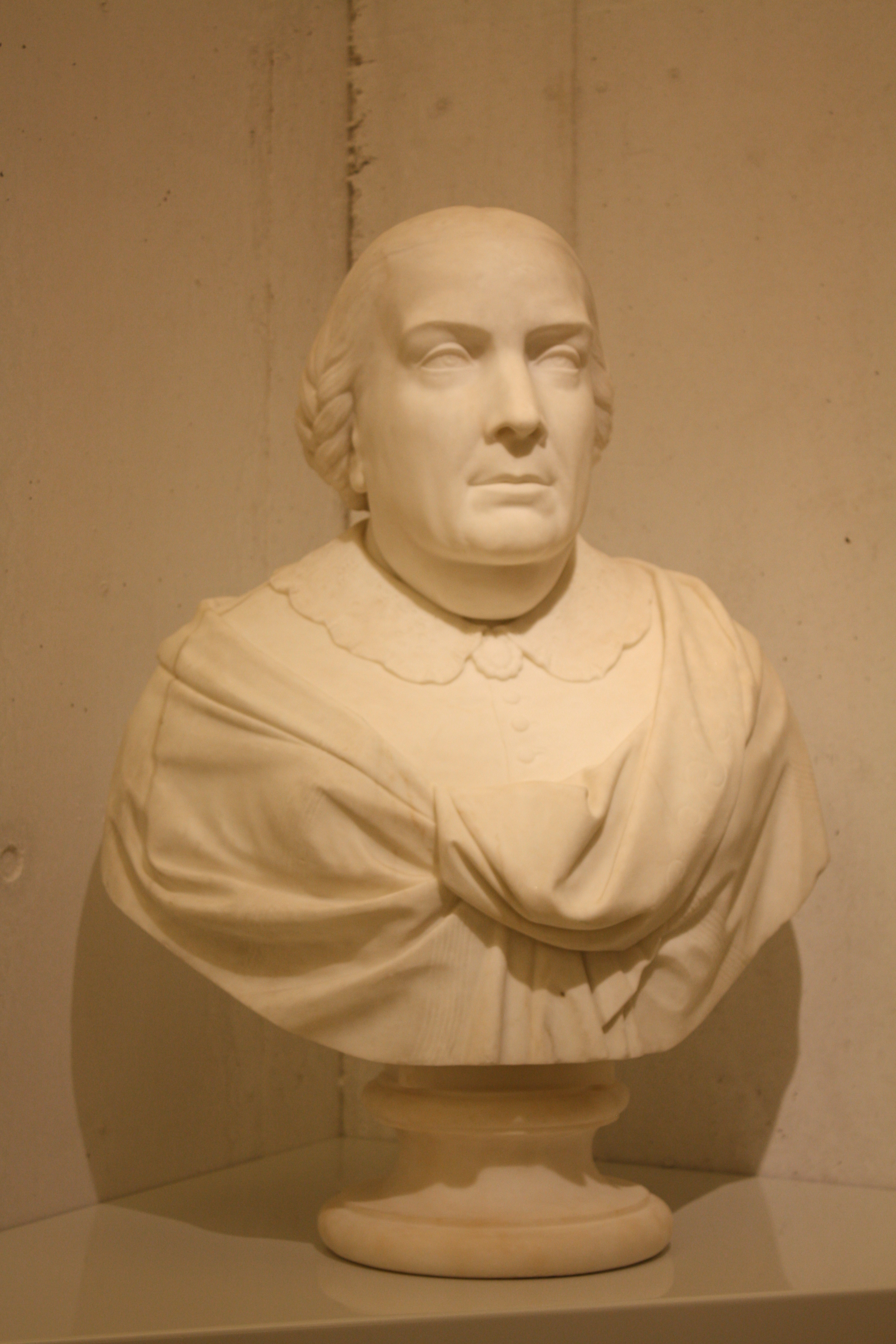
Busto de Concepción Arenal. Obra de Eugenio Duque y Duque, expuesta en el Museo de Pontevedra.

Nacido el 11 de noviembre de 1837 en la localidad toledana de Almonacid, fue discípulo de los señores Piquer y Medina y de la Real Academia de San Fernando, en la que alcanzó diferentes premios. Fue pensionado por la Diputación Provincial de Toledo.
En las Exposiciones Nacionales de Bellas Artes celebradas en Madrid en 1860, 1862, 1864 y 1866 presentó las obras Muerte de Caton, de Útica (estatua en yeso), El cardenal Cisneros, El rey D. Alfonso X el Sabio –las tres estatuas en yeso–, Retrato de la célebre cantante Adelina Patti, D. Juan de Austria dando gracias al Señor por el triunfo de Lepanto, Proyecto de un monumento á Fr. Luis de León, D. Pedro Calderón de la Barca y Busto de la Sra. Marquesa de la Vega Armijo.
En la primera de dichas exposiciones alcanzó una medalla de segunda clase. Su D. Juan de Austria fue adquirido por el Gobierno y se conservaba en el Museo Nacional.
Fuera de estos trabajos también realizó obras como un busto en yeso del Sr. Patriarca, Primado de las Españas y la parte escultórica del panteón de la familia Azas en el cementerio de San Nicolás. Falleció en La Coruña en 1910.